# 盖塔里
盖塔里（法語：Guéthary，法語發音：[ɡetaʁi]）是法国大西洋比利牛斯省的一个市镇，位于该省西部，属于巴约讷区。

## 地理
盖塔里（43°25'26.8"N, 1°36'31.1"W）面积1.4 平方千米，位于法国新阿基坦大区大西洋比利牛斯省，该省份为法国东南部省份，涵盖了贝阿恩与北巴斯克，西临大西洋比斯開灣，北至朗德省，东北接热尔省，东临上比利牛斯省，南与西班牙接壤。
与盖塔里接壤的市镇（或旧市镇、城区）包括：比达尔、圣让德吕兹。
盖塔里的时区为UTC+01:00、UTC+02:00（夏令时）。

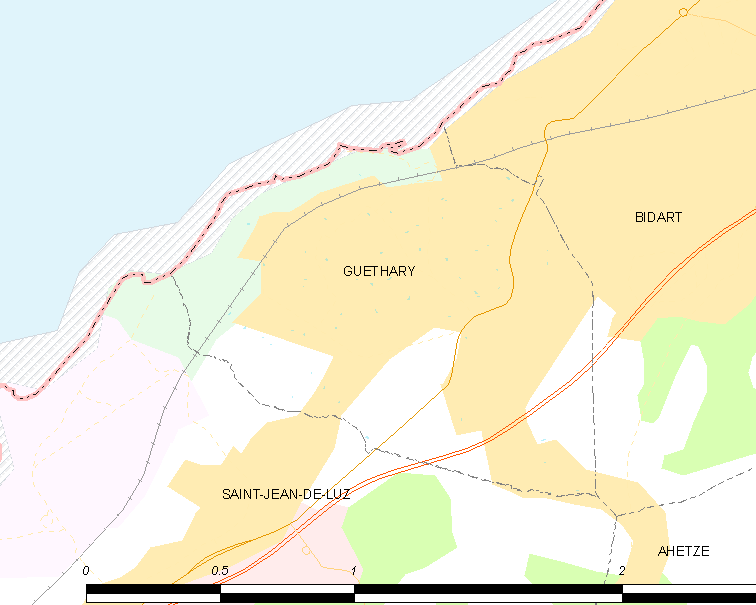
盖塔里的OSM定位图

## 行政
盖塔里的邮政编码为64210，INSEE市镇编码为64249。

## 政治
盖塔里所属的省级选区为圣让德吕兹县。

## 人口

1962-2008年间盖塔里人口变化图示

盖塔里于2022年1月1日时的人口数量为1315人。